# Ore dake Haireru Kakushi Dungeon: Kossori Kitaete Sekai Saikyou
Ore dake Haireru Kakushi Dungeon: Kossori Kitaete Sekai Saikyou (俺だけ入れる隠しダンジョン 〜こっそり鍛えて世界最強〜 Ore Dake Haireru Kakushi Danjon ~Kossori Kitaete Sekai Saikyō~?) o también conocida por su nombre en inglés The Hidden Dungeon Only I Can Enter (La mazmorra oculta en la que solo yo puedo entrar), es una novela ligera de fantasía japonesa escrita por Meguru Seto e ilustrada por Note Takehana. Comenzó a serializarse en línea en enero de 2017 en el sitio web de publicación de novelas Shōsetsuka ni Narō. Más tarde fue adquirido por Kodansha, que la ha publicado desde agosto de 2017 bajo su sello Kodansha Lanove Books. Una adaptación a manga ilustrada por Tomoyuki Hino comenzó a serializarse en el servicio de manga Suiyōbi no Sirius basado en Niconico de Kodansha en 2018. Tanto la novela ligera como el manga han sido licenciados en Norteamérica por Seven Seas Entertainment. Una adaptación al anime de Okuruto Noboru se estrenó el 8 de enero de 2021.

## Sinopsis
Noir es un hijo de un noble con muy poca fortuna, pero poseedor de un raro poder: comunicarse con un misterioso sabio, aunque esto le ocasione dolores de cabeza. Siguiendo el consejo del sabio, Noir encuentra una mazmorra secreta llena de extrañas criaturas y objetos mágicos. Allí, Noir entrenará, ganando experiencia y riqueza, hasta que tenga poder suficiente para cambiar su destino.

## Personajes
Noir (ノル Noru?)
 Seiyū: Ryōta Ōsaka, Diego Becerril (español latino),  Zeno Robinson (Inglés)
El protagonista principal, Noir, es un noble del rango más bajo que está ansioso por convertirse en héroe. Durante la exploración de una mazmorra secreta, conoce a Olivia, quien le otorga el poder de mejorar libremente sus poderes y los de otras personas gastando LP (Life Points), que se obtienen al tener experiencias alegres pero con el riesgo de morir si su LP está completamente agotado.
Emma (エマ Emma?)
 Seiyū: Miyu Tomita, Erika Ugalde (español latino), Lizzie Freeman (Inglés)
Emma es hija de una baronesa y amiga de la infancia de Noir. Su especialidad es usar una daga durante el combate cuerpo a cuerpo. Con un corazón amable, trata a todos los que la rodean por igual. Debido a su apariencia y cuerpo voluptuoso, Emma es muy popular entre el sexo opuesto. Emma se irrita porque Noir no se da cuenta de que siente algo por él.
Lola (ローラ Rōra?)
 Seiyū: Rumi Okubo, Alessia Becerril (español latino), Anne Yatco (Inglés)
Lola es la hermosa recepcionista del gremio de aventureros Odin. Como la persona a cargo de Noir, ella organiza varias misiones para que él avance, pero secretamente espera convertirse en su esposa. A pesar de su comportamiento tranquilo, Lola tiene es una chica competitiva y considera que Emma, que es cercana a Noir, es su rival.
Olivia (オリヴィア Orivia?)
 Seiyū: Yui Horie, Liliana Barba (español latino), Janice Kawaye (Inglés)
Olivia era una aventurera de primer nivel que trabajó hace 200 años. Ella quedó atrapada en un laberinto por una maldición después de descubrir una mazmorra oculta. Ella se convierte en la maestra de Noir cuando se encuentran, ayudándolo a fortalecerse con la esperanza de que algún día él pueda volverse lo suficientemente poderoso como para liberarla.
Luna (ルナ Runa?)
 Seiyū: Akari Kitō, Erika Langarica (español latino),  Kira Buckland (Inglés)
Luna es una clérigo medio elfo que es la mejor amiga de Lola. Se la presenta en la historia como una solución para resolver la maldición de la hija de un duque que asiste a la misma escuela de aventureros que Noir y Emma. Como clérigo famoso, sus habilidades son bastante únicas, ya que es una de las pocas con habilidades de purificación de maldición; inicialmente acortó su vida útil, pero Noir lo altera para disminuir las finanzas de Luna. Después de su breve aventura junto con Noir para purificar la maldición, se enamora de Noir, para consternación de Emma y Lola.
Alice (アリス Arisu?)
 Seiyū: Yuki Nagano, Romina Marroquín Payró (español latino), Ryan Bartley (Inglés)
Hermana menor de Noir. Tiene un complejo de hermano por Noir que se muestra cuando es muy posesiva y sobreprotectora con él, aunque Alice es muy popular entre el sexo opuesto, solo está interesada en Noir.

## Contenido de la obra

### Novelas ligeras
Originalmente serializado como una novela web en Shōsetsuka ni Narō, Kodansha publicó el primer volumen de la serie de novelas ligeras impresas el 1 de agosto de 2017 bajo su sello Kodansha Lanove Books. Seven Seas Entertainment adquirió la serie en Norteamérica y publicó el primer volumen el 13 de octubre de 2020. Se han publicado en seis volúmenes hasta la fecha.

#### Lista de volúmenes
| Volúmenes de novelas ligeras publicadas | Volúmenes de novelas ligeras publicadas | Volúmenes de novelas ligeras publicadas |
| Número                                  | Fecha de lanzamiento                    | ISBN                                    |
| --------------------------------------- | --------------------------------------- | --------------------------------------- |
| 1                                       | 1 de agosto de 2017                     | ISBN 978-4-06-365038-9                  |
| 2                                       | 1 de diciembre de 2017                  | ISBN 978-4-06-365046-4                  |
| 3                                       | 2 de mayo de 2018                       | ISBN 978-4-06-511910-5                  |
| 4                                       | 9 de enero de 2019                      | ISBN 978-4-06-514688-0                  |
| 5                                       | 2 de marzo de 2020                      | ISBN 978-4-06-519269-6                  |
| 6                                       | 2 de diciembre de 2020                  | ISBN 978-4-06-521767-2                  |

### Manga
Una adaptación de manga de Tomoyuki Hino comenzó a serializarse en el servicio de manga Suiyōbi no Sirius basado en Niconico de Kodansha en 2018, con el primer volumen tankōbon lanzado el 6 de diciembre de 2018. Seven Seas Entertainment también ha licenciado el manga y publicó el primer volumen el 17 de noviembre de 2020. Se ha recopilado en diez volúmenes de tankōbon.

#### Lista de volúmenes
| Volúmenes de manga publicados | Volúmenes de manga publicados | Volúmenes de manga publicados |
| Número                        | Fecha de lanzamiento          | ISBN                          |
| ----------------------------- | ----------------------------- | ----------------------------- |
| 1                             | 6 de diciembre de 2018        | ISBN 978-4-06-513779-6        |
| 2                             | 9 de mayo de 2019             | ISBN 978-4-06-515277-5        |
| 3                             | 4 de diciembre de 2019        | ISBN 978-4-06-516378-8        |
| 4                             | 8 de mayo de 2020             | ISBN 978-4-06-519276-4        |
| 5                             | 9 de diciembre de 2020        | ISBN 978-4-06-520877-9        |
| 6                             | 9 de febrero de 2021          | ISBN 978-4-06-522060-3        |
| 7                             | 9 de junio de 2021            | ISBN 978-4-06-523213-2        |
| 8                             | 9 de diciembre de 2021        | ISBN 978-4-06-525977-1        |
| 9                             | 9 de junio de 2022            | ISBN 978-4-06-528148-2        |
| 10                            | 8 de diciembre de 2022        | ISBN 978-4-06-529867-1        |

### Anime
Una adaptación al anime fue anunciado por Kodansha el 8 de mayo de 2020. La serie está animada por Okuruto Noboru y dirigida por Kenta Onishi, con Kenta Ihara en la composición de la serie, y Yuya Uetake en el diseño de los personaje. La serie se estrenó el 8 de enero de 2021 en el bloque Animeism en MBS, TBS, BS-TBS y AT-X, con Crunchyroll transmitiendo la serie. La serie tuvo una duración de 12 episodios. El tema de apertura es "Pyramid Great Reversal" (ピラミッド大逆転 "Piramiddo Dai Gyakuten"?), interpretado por Spira Spica, mientras que el tema de cierre es "Nemophila" (ネモフィラ "Nemofira"?), interpretado por COALAMODE.
El 8 de febrero de 2021, Crunchyroll anunció que la serie recibió un doblaje en español latino, que se estrenó el 26 de febrero.